# Чулликатт, Фрэнсис Ассизи
Фрэнсис Ассизи Чулликатт (англ. Francis Assisi Chullikatt; род. 20 марта 1953, Болгатти, Кочин, Индия) — индийский прелат, ватиканский дипломат. Титулярный архиепископ Остры с 29 апреля 2006. Апостольский нунций в Иордании и Ираке с 29 апреля 2006 по 17 июля 2010. Постоянный наблюдатель Святого Престола в ООН с 17 июля 2010 по 1 июля 2014. Апостольский нунций в Казахстане и Таджикистане с 30 апреля 2016 по 1 октября 2022. Апостольский нунций в Кыргызстане с 24 июня 2016 по 1 октября 2022. Апостольский нунций в Боснии и Герцеговине и Черногории с 1 октября 2022.

## Ранняя жизнь
Фрэнсис Ассизи Чулликатт родился 20 марта 1953 года в Болгатти, Индия. Начал служение в епархии Вераполи (Индия), где он был рукоположён в священника 3 июня 1978 года. Продолжил обучение и получил докторантуру в каноническом праве.
Поступил на дипломатическую службу Святого Престола 15 июля 1988 года. Служил в папских представительствах в Гондурасе, в различных странах Южной Африки, на Филиппинах, в Организации Объединённых Наций в Нью-Йорке с 2000 по 2004 годы, где он служил советником в миссии Святого Престола в Организацию Объединённых Наций и, наконец, в Государственном Секретариате Святого Престола в Ватикане.
Помимо английского и итальянского языков, он также владеет французским и испанским языками.

## Апостольский нунций в Ираке и Иордании
29 апреля 2006 года папой римским Бенедиктом XVI был назначен апостольским нунцием в Ираке и Иордании и титулярным архиепископом Остры. Он сменил архиепископа Фернандо Филони, который был назначен апостольским нунцием на Филиппины. Он взял своим епископским девизом «Fidei in Virtute» или «Сила веры». 25 июня 2006 года Фрэнсис Ассизи Чулликатт рукоположён в епископы. Возглавлял его ординацию Джованни Лайоло — титулярный архиепископ Чезарианы, Секретарь по отношениям с государствами Государственного Секретариата Святого Престола, которому сослужили Педро Лопес Кинтана — титулярный архиепископ Акрополиса, нунций в Индии и Непале и Даниэль Ачарупарамбил — архиепископ Вераполи.

## Постоянный наблюдатель Святого Престола при Организации Объединённых Наций
17 июля 2010 года папой римским Бенедиктом XVI архиепископ Чулликатт был назначен Постоянным наблюдателем Святого Престола при Организации Объединённых Наций. Он первый неитальянец, который занял этот пост. Он сменил архиепископа Челестино Мильоре, который был назначен апостольским нунцием в Польшу.

## Апостольский нунций в Казахстане и Таджикистане
30 апреля 2016 года назначен апостольским нунцием в Казахстане и Таджикистане.
24 июня 2016 года назначен, по совместительству, апостольским нунцием в Кыргызстане.

## Апостольский нунций в Боснии и Герцеговине и Черногории
1 октября 2022 года назначен Апостольским нунцием в Боснии и Герцеговине и Черногории.